# Roland Gaucher
Pour les articles homonymes, voir Gaucher.
Roland Gaucher, né Goguillot le 13 avril 1919 à Paris et mort le 26 juillet 2007 à Sartrouville, est un homme politique, journaliste et écrivain français engagé à l'extrême gauche, puis à l'extrême droite à partir de la Seconde Guerre mondiale.
Il commence son militantisme dans les années 1930 au sein d'organisations trotskystes ; puis il s'engage dans la collaboration pendant l'Occupation, période durant laquelle il est membre du parti fasciste Rassemblement national populaire et un soutien du régime de Vichy. Après-guerre, il est condamné pour intelligence avec l'ennemi et se tourne vers le journalisme.
Il travaille notamment pour Auto-Journal et Minute, où il est journaliste d'investigation anticommuniste. En 1972, il co-fonde le Front national avec Jean-Marie Le Pen, mais fait rapidement scission pour créer le Parti des forces nouvelles, avant de rejoindre de nouveau le FN en 1979. Il fonde le magazine du parti, National-Hebdo.
Dans les années 1980, il est tour à tour élu conseiller régional de Picardie, député européen puis conseiller régional de Franche-Comté. Son passé révélé, il quitte le FN en 1993 et devient un critique du parti, notamment de son président Le Pen.

## Biographie
Né le 13 avril 1919 à l'ancien hôpital Beaujon, au no 208 de la rue du Faubourg-Saint-Honoré, Roland Michel Marie-Joseph Goguillot est le fils d'Aurélie Caroline Goguillot, caissière âgée de 40 ans et domiciliée au no 21 de la rue du Cirque.
Roland Goguillot est d'abord militant d'extrême gauche : il est successivement membre du groupuscule trotskyste Fédération des étudiants révolutionnaires, des Jeunesses socialistes ouvrières (où il croise Robert Hersant et Alexandre Hébert), puis du Parti socialiste ouvrier et paysan de Marceau Pivert.
Après avoir été en khâgne à Henri-IV, où il a pour condisciples Yves Jouffa et Jean-Louis Bory, il est mobilisé au 27e régiment d’infanterie en 1939. Fait prisonnier à Rennes en 1940, il s’évade du convoi qui l’emmenait en Allemagne.
Goguillot retrouve la vie civile et devient, de février 1942 à 1944, responsable des Jeunesses nationales populaires, mouvement de jeunesse du Rassemblement national populaire (RNP), parti collaborationniste fondé par Marcel Déat, auquel il n'adhère qu'après le départ des cagoulards d'Eugène Deloncle.
Le 22 avril 1944, il demande au gouvernement de Vichy de « dresser des listes d'otages et des poteaux d'exécution » à un rythme plus soutenu. Le 31 octobre suivant, il retrouve Déat au château de Sigmaringen, où siège la commission gouvernementale collaborationniste. Le lendemain, il demande au chef du RNP de « caser son oncle André Gaucher à l'information ».
Arrêté fin 1944, il est condamné le 12 octobre 1946 à la peine de la confiscation générale de ses biens pour Intelligence avec l'ennemi. Il est libéré en 1949.
Ayant opté pour le pseudonyme « Roland Gaucher » (il usera aussi, occasionnellement, de « Michel Roland » et « Vallterus »), il est ensuite journaliste dans de nombreuses publications comme Est Ouest (de 1949 à 1959) ou l’Auto-Journal (de 1960 à 1965), puis au journal Minute (à partir de 1965), en qualité de grand reporter. Journaliste d'investigation, il se spécialise dans la dénonciation des organisations communistes, et travaille en particulier à l'Institut d’histoire sociale de Georges Albertini.
À partir de 1970, il appartient au comité de patronage de Nouvelle École. Il figure aussi au comité d'honneur de l'Institut d'études occidentales.
En octobre 1972, il est l'un des fondateurs du Front national (FN). Il participe ensuite à la scission de celui-ci, qui conduit à la création du Parti des forces nouvelles (PFN) en 1974, où il collabore à la revue Initiative nationale. Il est membre du comité central constitutif du PFN en 1974, puis du bureau politique en 1976 mais le quitte en compagnie de François Brigneau en 1979 pour revenir au FN.
En mai 1977, il signe un appel demandant l'arrêt de poursuites en cours contre le Groupe union défense.
En 1984, il fonde avec Michel Collinot National-Hebdo, l'hebdomadaire du Front national, dont il est le rédacteur en chef jusqu'en 1993. En 1991, il rachète avec Jean-François Galvaire le journal Le Crapouillot, qu'il dirige jusqu'en 1994.
Il est conseiller régional (Picardie, 1986-1987 puis Franche-Comté à partir de 1992), et député européen FN (16 avril 1986 - 24 juillet 1989). Il est également tête de liste FN dans le 19e arrondissement de Paris en 1983 et en 1989. En 1988, il assigne en diffamation André Lajoinie, alors candidat du Parti communiste français à l'élection présidentielle, qui avait déclaré : « Je pourrais signaler le cas de M. Gaucher, député du groupe Le Pen, qui, avant la Libération, était un responsable du groupe du parti de Déat et qui appelait les jeunes Français à s'enrôler sous l'uniforme allemand pour aller combattre les Soviétiques ». Roland Gaucher fait valoir qu'il a adhéré au RNP en février 1942, alors que les appels de Déat en faveur de l'enrôlement de Français sous l'uniforme allemand datent de 1941. Le 2 juin 1988, la première chambre civile du tribunal de Paris déboute Roland Gaucher de ses demandes, accordant à André Lajoinie le bénéfice de la bonne foi : « M. André Lajoinie a pu raisonnablement et sincèrement être convaincu et donc révéler au public que M. Roland Gaucher avait, en raison de ses engagements au JNP puis au RNP […], adopté la doctrine et les objectifs de Marcel Déat et mis ceux-ci en œuvre. Il s'en déduit que le défendeur pouvait de bonne foi s'interroger sur un tel comportement dans le cadre d'un débat politique dans la perspective d'une campagne électorale ».
Favorable à ce que le FN se préoccupe sérieusement des questions écologiques, il estime notamment que « les problèmes de l'écologie sont des problèmes graves qui engagent l'humanité ».
En 1993, il se met en retrait du FN, à la fois en raison des révélations sur son passé, qui le rendent peu fréquentable, et de son agacement face à l'autocratie de Jean-Marie Le Pen, qu'il dénonce violemment dans La montée du FN (1997). Il se rapproche par la suite de l'Alliance populaire de Jean-François Touzé.
En 1997, dans la conclusion de son Histoire des nationalistes en France, il évoque le projet de création d'un pôle de droite « national, libéral et moral » comme une nécessité pour permettre à l'extrême droite d'accéder au pouvoir.
Il meurt à Sartrouville le 26 juillet 2007 à l'âge de 88 ans,. Ses obsèques ont lieu le mercredi 8 août en l’église Notre-Dame de la Croix à Maisons-Laffitte (Yvelines).

## Publications
- Roland Gaucher, Les Terroristes : de la Russie tsariste à l'O.A.S., Albin Michel, 1965, 372 p. (traduit en 5 langues)
- L'Opposition en URSS 1917-1967, Albin Michel, 1967.
- Roland Gaucher, Histoire secrète du Parti communiste français : 1920-1974, Paris, A. Michel, 1974, 704 p. (ISBN 978-2-226-00103-0)
- Monseigneur Lefebvre, combat pour l'Église, Paris, Albatros, 1976.
- Roland Gaucher, Histoire secrète de la Mafia, Genève, Éditions Famot, 1976 (4 tomes)
- Roland Gaucher, Les finances de l'Église de France, Paris, A. Michel, 1981, 288 p. (ISBN 2-226-01174-9)
- Roland Gaucher, Le réseau Curiel, ou, La subversion humanitaire, Paris, J. Picollec, 1981, 433 p. (ISBN 2-86477-018-0)
- Roland Gaucher, Les nationalistes en France : La Traversée du désert (1945-1983), t. 1, Maisons-Laffitte, R. Gaucher, 1995, 330 p. (ISBN 978-2-9509043-0-0)
- Roland Gaucher, Les Nationalistes en France : La montée du Front, 1983-1997, t. 2, Paris, J. Picollec, 1997, 446 p. (ISBN 978-2-86477-164-7).
- Roland Gaucher, Les manipulateurs de la culture, Paris, Déterna, 1999, 111 p. (ISBN 978-2-913044-10-4)
- Roland Gaucher et Philippe Randa, Les "Antisémites" de gauche, Paris, Dualpha, 2001, 432 p. (ISBN 978-2-912476-45-6)
- Roland Gaucher et Philippe Randa, Des rescapés de l'épuration : Marcel Déat et Georges Albertini, Coulommiers, Dualpha éd, 2007, 556 p. (ISBN 978-2-35374-033-8)